# The Famous Flower of Serving-Men
«The Famous Flower of Serving-Men» (англ.) (также «Sweet William»; Child 106, Roud 199) — народная баллада шотландского происхождения. Известна из нескольких бродсайдов середины XVII века (её название встречается в реестре гильдии книготорговцев за 1656 год) в практически сходных вариантах; Фрэнсис Джеймс Чайлд в своём собрании приводит один текст и мелодию к нему. В сборник «Песни шотландской границы» Вальтер Скотт включил балладу «The Lament Of The Border Widow», которую Чайлд называет «самодостаточной версией» начального фрагмента этой баллады. Ряд исследователей считают, что Скотт существенно переписал оригинал, поскольку приведённый им текст слишком упорядоченный и аккуратный для того, чтобы быть плодом народного творчества. На русский язык версию Скотта под названием «Вдова с границы» перевёл Юлий Маркович Даниэль.

## Сюжет
Когда отец знатной девушки умирает, та выходит замуж за рыцаря. Их счастливый быт нарушают разбойники, которые убивают мужа и грабят поместье. Вдова, оплакав убитого, обрезает себе волосы и меняет имя с женского (Элис) на мужское — Уильям (в оригинале — Fair Elise и Sweet William). Она прибывает ко двору короля и устраивается к тому на службу, за свои достоинства получив в итоге должность камергера. Когда однажды король со свитой отправляется на охоту, оставшийся в замке старик слышит, как Уильям играет на лютне и в песне излагает свою историю. Когда об этом становится известно королю, он незамедлительно берёт девушку в жёны.
Версия «The Lament Of The Border Widow» содержит только сюжет с убийством. Вдова долго оплакивает тело своего мужа, затем хоронит его и говорит, что никогда не полюбит другого, заперев своё сердце с помощью локона любимого.
Похожая история встречается в шведском и датском фольклоре, где героиню зовут Керстин или Ингеборг.